# エドワード・ハズレット・ハンター

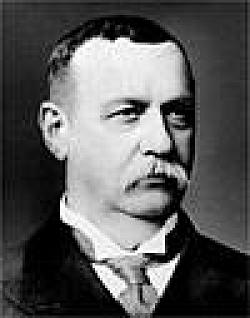
エドワード・ハズレット・ハンター

エドワード・ハズレット・ハンター（Edward Hazlett Hunter, 1843年2月3日 - 1917年6月2日）は、イギリス人実業家で範多財閥・大阪鐵工所（日立造船〈現：カナデビア〉の前身）の創業者。造船業を中心に産業育成を通じて日本の近代化に尽力した。

## 来歴
- 1867年 - 横浜に来日。
- 1873年 - 神戸にハンター商会 (E.H. Hunter & Co.) を設立。
- 1881年 - 大阪安治川岸に大阪鐵工所 (Osaka Iron Works) を創立。

## 生涯

### 来日
エドワード・ハズレット・ハンターは、ジョーン・ハンターの第7子として1843年2月3日、アイルランド島北部アルスターのロンドンデリーに生まれる。20歳の頃、アジアを目指して帆船に便乗して、オーストラリア、香港、上海を経て慶応3年（1867年）横浜で貿易事業に携わった。大阪に移住した頃から、外国人居留地に出入りしていた、大阪川口居留地の近くに住む薬種問屋・平野常助の娘・愛子と結婚し、長男は生後間もなく死亡したため、明治4年（1871年）に誕生した男児リチャードを嫡男として、戸籍では母親の姓をとり平野龍太郎（後に範多龍太郎と改名）と名づけた。続いて長女ふじ子が誕生する。明治17年（1884年）2月29日にハンスこと範三郎（範多範三郎と改名）、その下にエドワードこと英徳が生まれたが、いずれも当初は日本国籍である。ハンス範三郎は後に実業家として地歩を固めた。

### E・H・ハンター商会の設立
外国人居留地で明治7年（1874年）にE・H・ハンター商会を創設した。明治10年（1877年）の西南戦争で、西郷軍の軍需物資を取り扱い、基礎を固める。明治14年（1881年）、大阪の安治川の畔に、息子平野龍太郎の名義で大阪鉄工所を創設する。船舶の建造・修理のみでなく、陸用機関機器、橋梁の製作も手がけて、明治40年（1907年）前後には三菱造船、川崎造船に次ぐ日本三大造船所に成長し、後に同鉄工所は日立造船へと発展を遂げる。大阪鉄工所は、国産第1号のトロール船を明治41年（1908年）に完成させ、後に日本の大半のトロール船を製造するまでになる。このトロール漁法の実用化のために、長崎五島列島沖で奮闘したのが、グラバーの息子・倉場富三郎である。、鉄工と造船業の他にも、煉瓦や肥料、煙草、精米、損害保険など様々な事業を起こし、「範多財閥」を形成した。また造船場で働く工員のために、日本で初めて傷害保険を導入した。
明治15年（1882年）に、範多商会を開業する。この会社の輸出する精米は年間1万tにのぼり、ロンドンの穀物市場の標準米になったともいわれる。

### 神戸の発展に尽力
E・H・ハンターは数多くの基幹産業を経営すると同時に、神戸市発展のため公共事業にも貢献した。幕末に結ばれた不平等条約の改正も英国本国に働きかけるなど、力を尽くした。日本の近代化に長年尽くした功績により、明治42年（1909年）に勲五等双光旭日章を贈られている。当時の外国人としては破格の栄誉だった。晩年は神戸市北野町3丁目の高台に構えたハンター邸で余生を静かに送り、大正6年（1917年）6月2日に心臓麻痺で他界した。74歳だった。墓所は神戸市立外国人墓地。

## 旧ハンター邸

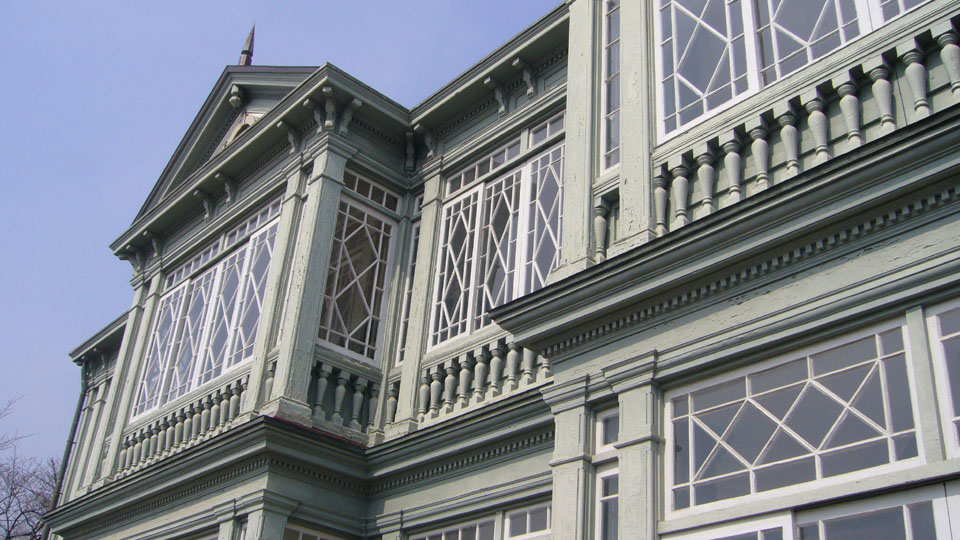
旧ハンター住宅

ハンターの住居は、「ハンター坂」の地名を残す神戸市中央区北野町にあったが、建物は神戸市灘区の王子動物園内に移築した後に「旧ハンター住宅」として国の重要文化財に指定され、郵便記念切手の図案にも用いられた。

## 肖像写真の発見
2020年、E・H・ハンター商会東京出張所の前で撮影された肖像写真が、日本人写真師研究家の濵畠太により発見された。